# Villa Salviati
Villa Salviati, o villa del Ponte alla Badia, si trova lungo l'omonima strada nei pressi di via Bolognese a Firenze.
Esiste anche un accesso su via Salviati, con cancello in ferro battuto, e uno su via Faentina, al 261, che attraversa con un passaggio sospeso la ferrovia. Non sono aperti al pubblico i sotterranei, cui si accede attraverso una scala segreta, dove la leggenda vuole che siano custoditi i lingotti d'oro dei carbonai pisani.

## Storia
Nel XIV secolo qui si trovava il castello dei Montegonzi, costruito su terreni già dei Del Palagio. Nel 1445, Arcangelo Montegonzi lo rivendé a Alamanno Salviati, colui che introdusse in Toscana la coltivazione dell'uva salamanna e del gelsomino. Alamanno incaricò maestranze michelozziane di ridurre il castello a villa, dotata di giardino e di un bosco. Nel 1490 i nipoti di Alamanno, spartendosi i beni dello zio, diedero la villa a Jacopo, imparentato con Lorenzo de' Medici. Nel 1493 vennero intraprese delle nuove, considerevoli opere di ristrutturazione, alle quali prese parte forse Giuliano da Sangallo e che durarono per circa un decennio. Prese parte ai lavori Giovan Francesco Rustici, che tra il 1522 e il 1526 realizzò per la villa una serie di tondi in terracotta con soggetti mitologici (come Apollo e Marsia o Giove e Bellerofonte).

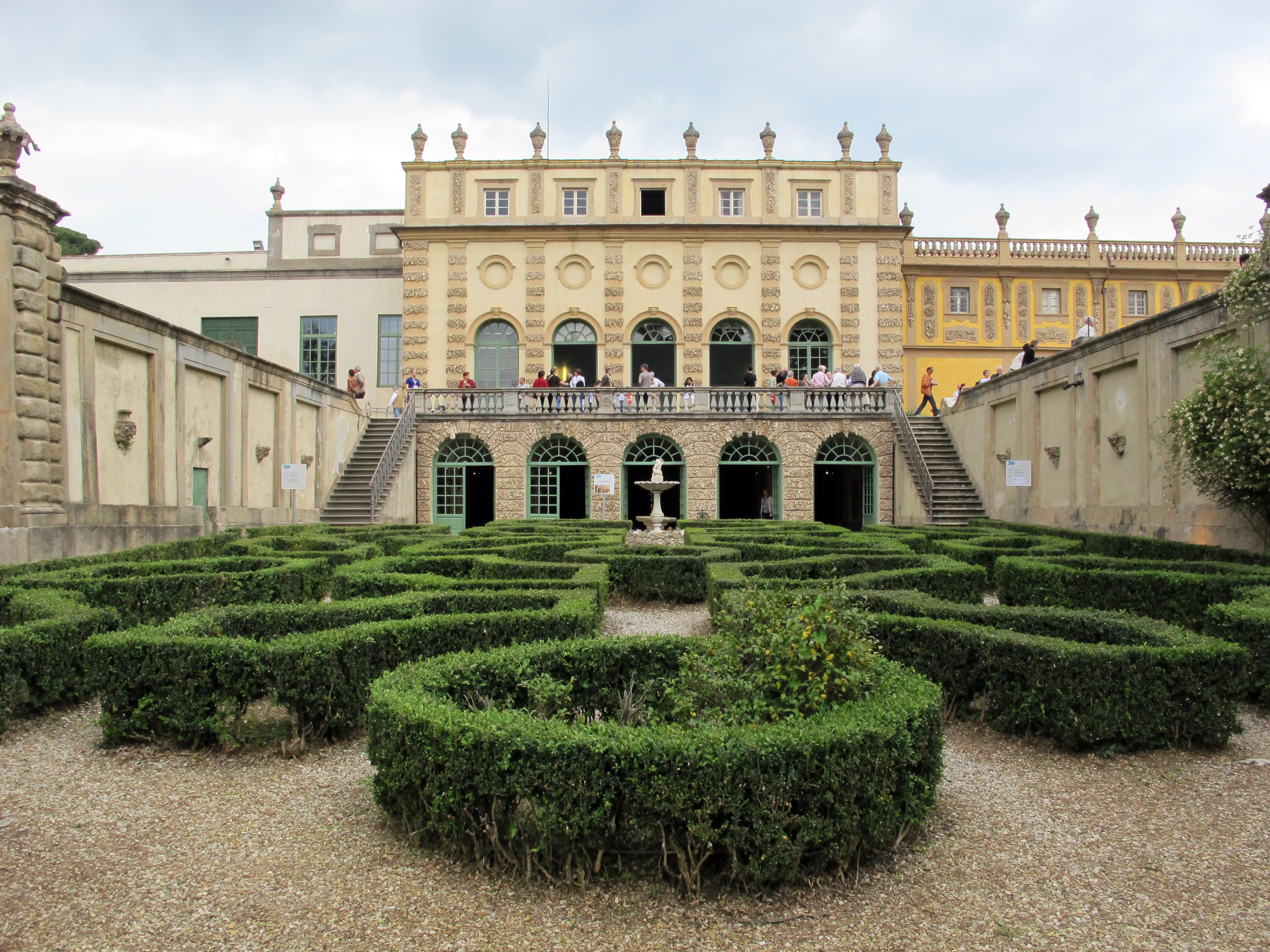
La limonaia, oggi sede degli Archivi Storici dell'Unione Europea

Nel 1529 la dimora venne saccheggiata dalla fazione antimedicea e tra il 1568 e il 1583 Alamanno di Jacopo Salviati e suo figlio Jacopo ingrandirono e abbellirono ulteriormente la villa, con i giardini (1570-1579) e gli edifici che delimitano il confine nord e che creano una quinta scenografica collegata alla villa.
Il giorno di capodanno del 1638 in questa villa fu portata al Salviati la testa recisa della sua amante Caterina Canacci, nascosta sotto la biancheria che la moglie del Salviati, Veronica Cybo, gli mandava settimanalmente.
La villa passò poi agli Aldobrandini-Borghese e il 30 dicembre 1844 venne acquistata "a cancello chiuso" (cioè con tutti gli arredi) dall'inglese Arturo Vansittard. Pervenne poi al tenore Giovanni Matteo De Candia detto in arte Mario, che vi abitò con la moglie, il soprano Giulia Grisi, al banchiere svedese Gustave Hagerman ed infine, nel 1901, ai Turri.

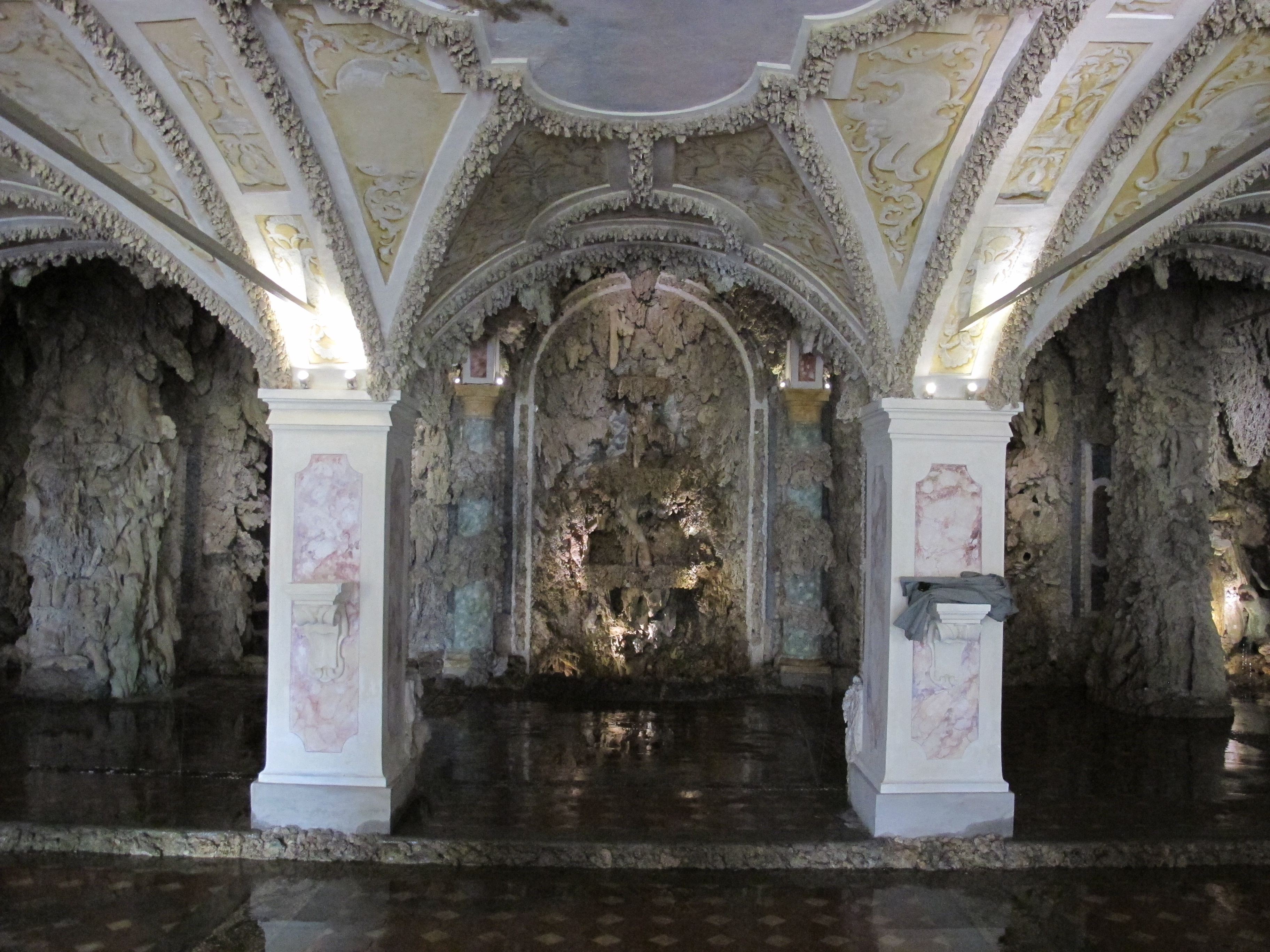
La grotta

Durante la seconda guerra mondiale fu sede di un comando alleato: Lensi Orlandi tratteggiò il ricordo di visite notturne di "gentili e ricche fiorentine, spesso mature matrone", che "varcaron la soglia di quelle sale per rendere adeguatamente onore agli ammiratissimi vincitori".
Seguì un lungo semi-abbandono, in cui la villa non fu accessibile nemmeno agli studiosi (la visitò Lensi-Orlandi nel 1950, ma non poté Harold Acton nel 1973).
Nel 2000 il complesso monumentale, insieme ai suoi giardini, è stato acquistato dal governo italiano per essere destinato all'Istituto Universitario Europeo, che ne ha fatto la sede degli Archivi Storici dell'Unione Europea; si possono citare, fra i vari documenti in essi contenuti, le carte personali dei padri fondatori, come Alcide De Gasperi, Paul-Henri Spaak, Altiero Spinelli ed Ernesto Rossi. 
Il termine dei lavori di ristrutturazione è avvenuto nell'ottobre 2009 e il 17 dicembre 2009 il Presidente della Repubblica Giorgio Napolitano ha inaugurato gli Archivi Storici dell'Unione Europea.
Questa villa era in comunicazione con villa Emilia (che si trovava più in alto) – che anticamente era un convento di monache cistercensi soppresso nel 1453 – tramite una galleria sotterranea: da qui l'altro nome con cui la villa è nota, "del Ponte alla Badia".

## Architettura

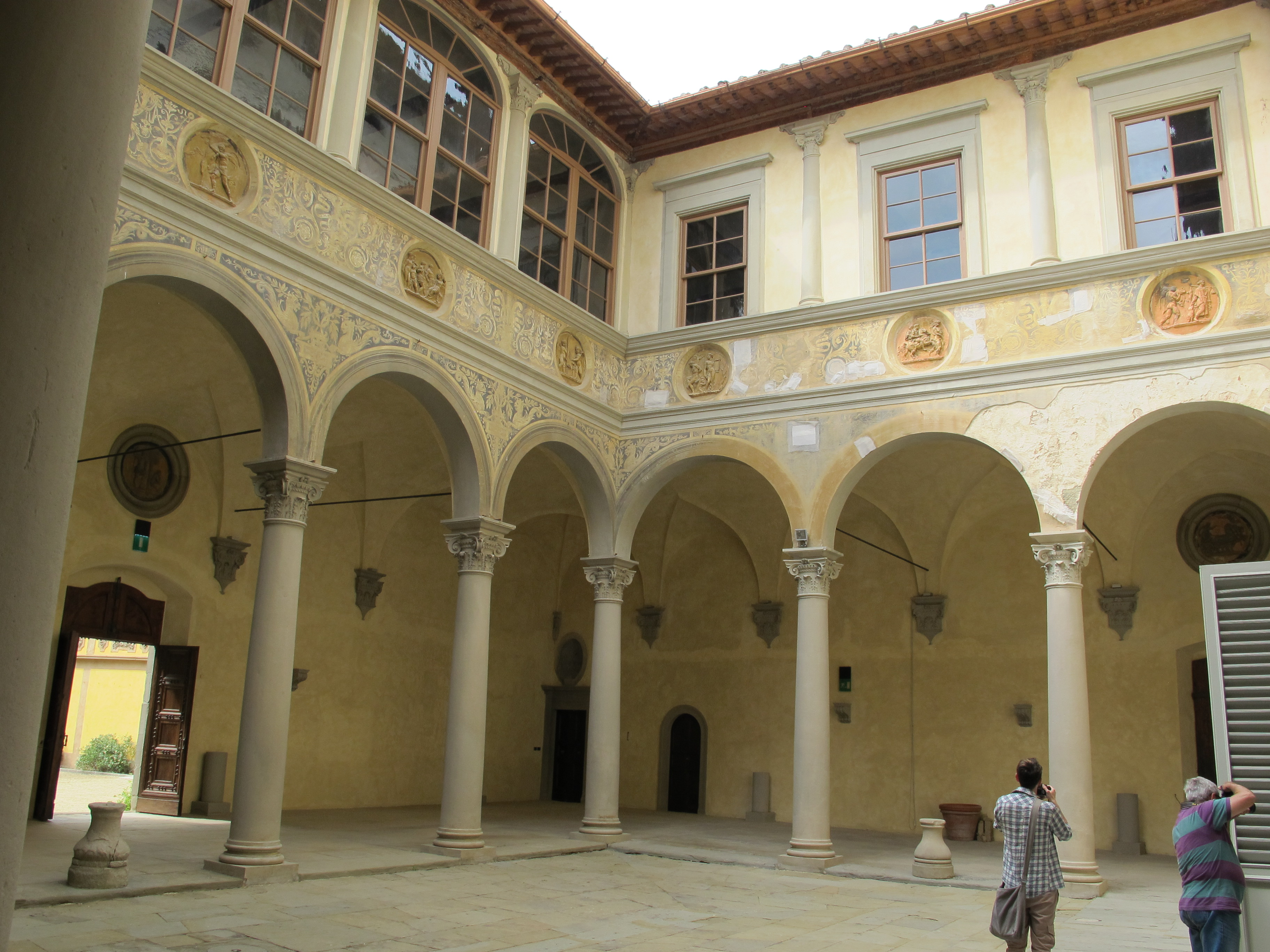
Il cortile

Il corpo principale della villa rivela le sue origini militari, soprattutto nella due torrette merlate, in angolo, e nel coronamento col camminamento su beccatelli, molto simile, per esempio, a quello della villa di Careggi. È composto da due corpi di fabbrica addossati, ma dalle caratteristiche architettoniche simili: quello est è più massiccio e alto, quello ovest è di volume e altezza minori.
L'edificio è disposto attorno al cortile centrale, porticato su tre lati con colonne in pietra serena con capitelli corinzi; la trabeazione verso l'interno è decorata da fregi a graffito, con i tondi del Rustici inseriti in questa fascia in corrispondenza degli archi a tutto sesto.
Gli ambienti interni sono spesso coperti da volte unghiate, a botte e a crociera.

## Giardini

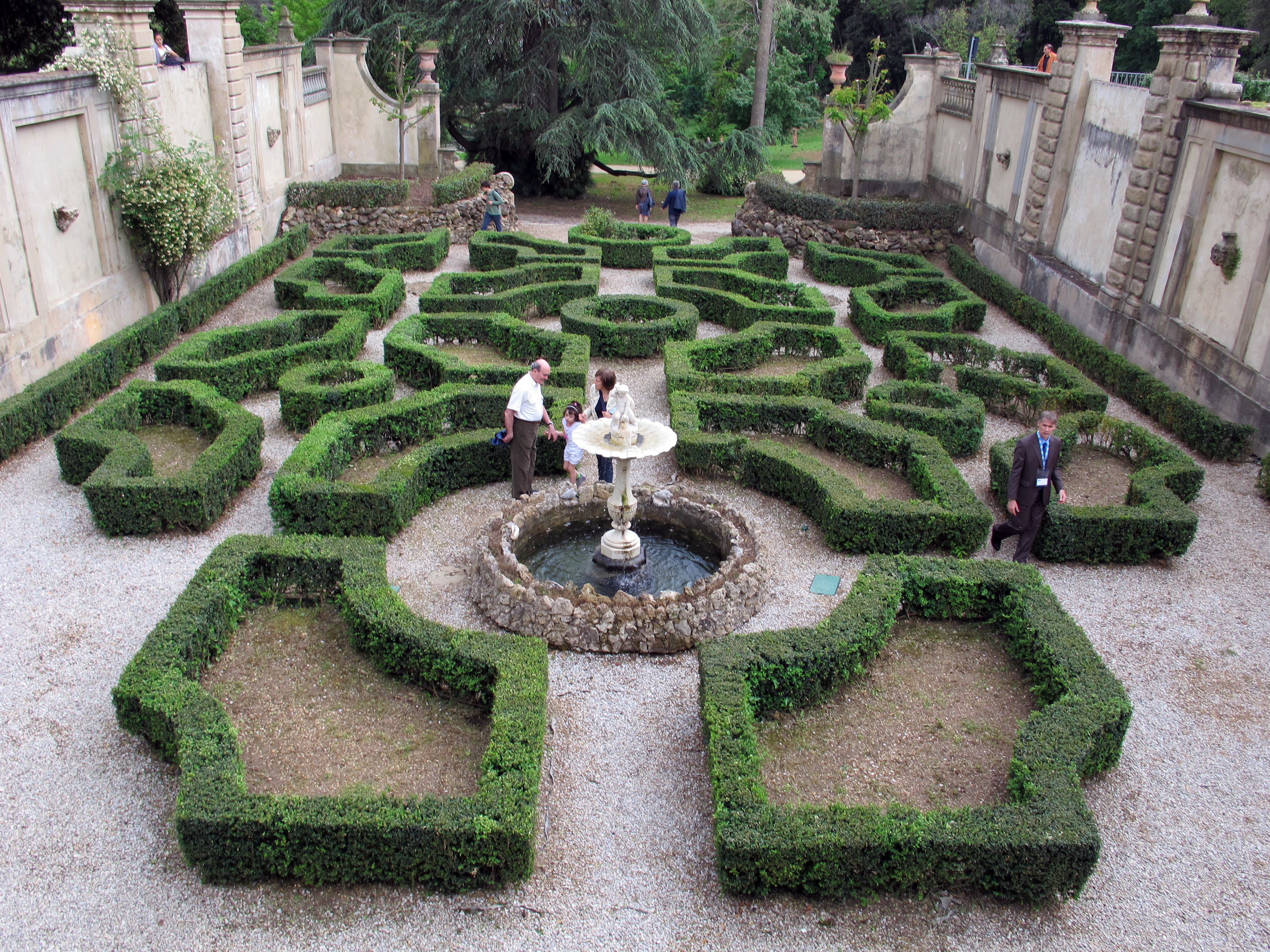
I giardini

Si arriva al prospetto sud della villa attraverso un lungo viale di cipresso che portava anticamente alla via Faentina e che dopo la costruzione della ferrovia è stato modificato creando un passaggio su di essa.
Il giardino all'italiana, antistante la villa, è costruito su tre terrazze a livelli diversi e, sebbene in restauro, è composto da aiuole geometriche in bosso con essenze fiorite. La proprietà è poi circondata da un vasto parco all'inglese, dove si trovano, tra l'altro, un boschetto di bamboo, due laghetti e, sparsi qua e là, vari elementi di arredo, come statue, tempietti, grotte, fontane, padiglioni e altro.